# Танюшівська волость
Танюшівська волость — історична адміністративно-територіальна одиниця Старобільського повіту Харківської губернії із центром у слободі Танюшівка.
Станом на 1885 рік складалася з 8 поселень, 8 сільських громад. Населення — 3182 особи (1654 чоловічої статі та 1528 — жіночої), 517 дворових господарств.
|                     | Площа, десятин | У тому числі орної, дес. |
| ------------------- | -------------- | ------------------------ |
| Сільських громад    | 5024           | 4182                     |
| Приватної власності | 11270          | 10013                    |
| Казенної власності  | —              | —                        |
| Іншої власності     | 90             | 80                       |
| Загалом             | 16384          | 14275                    |

Основні поселення волості станом на 1885:
- Танюшівка (Березова) — колишня власницька слобода при річці Айдар за 60 верст від повітового міста, 2044 особи, 365 дворових господарств, православна церква, школа, лавка, 3 ярмарки на рік.
- Бурлом — колишнє власницьке село, 75 осіб, 13 дворових господарств, цегельний завод.

Найбільші поселення волості станом на 1914 рік:
- слобода Танюшівка — 2638 мешканців;
- слобода Шарівка — 1506 мешканців;
- слобода Шпотине — 1123 мешканці.

Старшиною волості був Юхим Васильович Кваша, волосним писарем — Григорій Миколайович Коваленко, головою волосного суду — Давид Миколайович Макаренко.